# Velisemõisa
Velisemõisa est un village estonien situé dans la commune de Märjamaa et le comté de Rapla. Il est situé à l'ouest du comté, près de la frontière avec les comtés de Lääne et Harju.

## Démographie
Velisemõisa est un petit village à la population peu importante, 28 habitants en 2021.
| Année | Habitants |
| ----- | --------- |
| 2000  | 37        |
| 2011  | 30        |
| 2019  | 35        |

| Année | Habitants |
| ----- | --------- |
| 2020  | 30        |
| 2021  | 28        |